# Bergslagens kontrakt
Bergslagens kontrakt i Västerås stift utgörs av de delar av stiftet som tillhör Örebro län men Västmanlands landskap, vilket omfattar församlingarna i kommunerna Lindesbergs kommun, Ljusnarsbergs kommun, Nora kommun och Hällefors kommun. Gemensamt för kommunerna är att de utöver landskapstillhörigheten också är Bergslagskommuner, till skillnad från övriga delar av Örebro län.
Kontraktskoden är 0504.

## Administrativ historik
Kontraktet bildades 1995 från
- Fellingsbro kontrakt med
  - Fellingsbro församling
  - Guldsmedshyttans församling som 2016 uppgick i Linde bergslags församling
  - Lindesbergs församling som 2010 uppgick i Linde bergslags församling
  - Ramsbergs församling som 2010 uppgick i Linde bergslags församling
  - Näsby församling

- Nora kontrakt med
  - Grythyttans församling
  - Hällefors församling som 2006 uppgick i Hällefors-Hjulsjö församling
  - Hjulsjö församling som 2006 uppgick i Hällefors-Hjulsjö församling
  - Ljusnarsbergs församling
  - Nora bergsförsamling som 2010 uppgick i Nora bergslagsförsamling
  - Vikers församling som 2010 uppgick i Nora bergslagsförsamling
  - Järnboås församlingsom 2010 uppgick i Nora bergslagsförsamling

## Kontraktsprostar
- Patrik Wallmark, kyrkoherde i Fellingsbro församling -2004
- Jan Sahlin, kyrkoherde i Lindesbergs församling 2004-2009
- Jimmy Åkerfeldt, kyrkoherden i Näsby församling 2009-2016
- Britta Landin, kyrkoherde i Nora bergslagsförsamling 2016-